# 佐治·史密夫 (亞述學家)

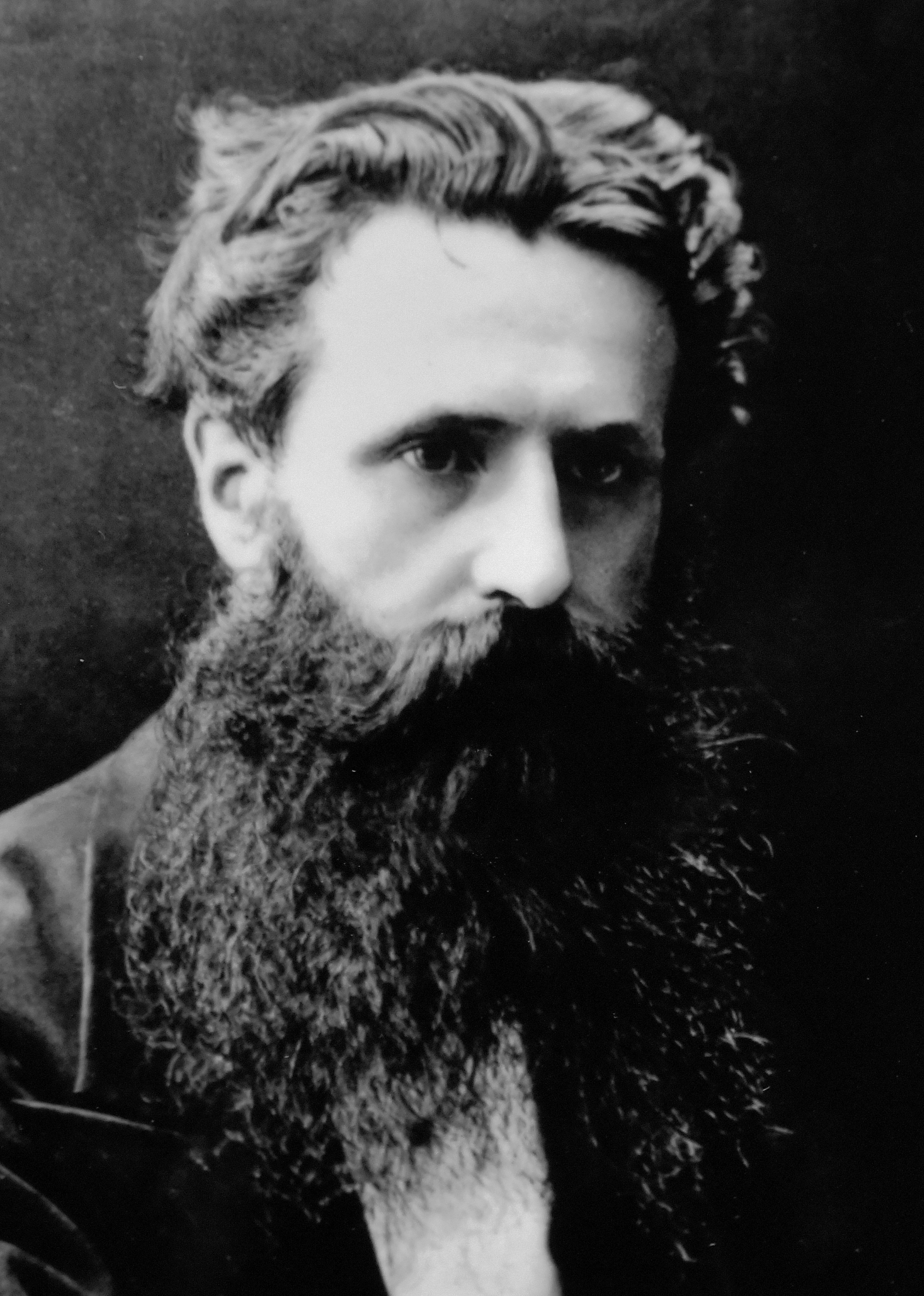
佐治·史密夫

佐治·史密夫（George Smith，1840年3月26日– 1876年8月19日）是一位英国亞述學家，主要研究楔形文字。他发现并翻译了吉尔伽美什史诗。 他在挖掘亞述巴尼拔圖書館遺址時患上痢疾而去世。 